# Sanja
Sanja je ženské křestní jméno slovanského původu, četné zejména v zemích bývalé Jugoslávie, obzvláště pak v Chorvatsku. Podle chorvatského kalendáře slaví svátek 18. září, společně se jmény Sonja, Irena, Josip a Josipa.
Mužská podoba tohoto jména je Sanjin, vyskytuje se ale značně řidčeji. V Česku žijí tři nositelé tohoto jména.

## Původ
Jméno Sanja pochází z chorvatského slova sanjati, které znamená snít.

## Počet nositelů
K roku 2014 žilo na světě přibližně 65 292 nositelek jména Sanja, nejvíce v Chorvatsku a v Srbsku. V Chorvatsku jde o 33. nejčastější křestní jméno. Jméno Sanja se ve větší míře vyskytuje také v Indii, Nepálu a na Srí Lance, avšak tam je jeho význam zcela odlišný, jelikož jde o jiný zápis jména Sania, které pochází z perštiny a znamená nádherná či skvělá.
| Stát                | Četnost | Pořadí |
| ------------------- | ------- | ------ |
| Chorvatsko          | 23 494  | 33.    |
| Srbsko              | 10 270  | 159.   |
| Bosna a Hercegovina | 4 592   | 193.   |
| Slovinsko           | 3 098   | 206.   |
| Černá Hora          | 1 275   | 114.   |
| Severní Makedonie   | 483     | 768.   |
| Kosovo              | 402     | 845.   |

## Vývoj popularity
Nejvíce populární bylo jméno Sanja v Chorvatsku v šedesátých, sedmdesátých a osmdesátých letech 20. století. V devadesátých letech začala popularita jména prudce klesat. Nejvíce populární bylo jméno v letech 1972 (3,84 % nově narozených) a 1983 (3,79 %), k roku 2013 činila popularita jména již pouze 0,03 %.

## Významné osobnosti
- Sanja Ančićová – chorvatská tenistka
- Sanja Babićová Đulvatová – bosenská básnířka a autorka románů
- Sanja Besticová – americká režisérka srbského původu
- Sanja Bizjaková – srbská pianistka
- Sanja Bogosavljevićová – srbská zpěvačka
- Sanja Damjanovićová – černohorská fyzička a ministryně věd
- Sanja Doležalová – chorvatská zpěvačka a televizní moderátorka
- Sanja Drakulićová – chorvatská herečka
- Sanja Đorđevićová – černohorská zpěvačka turbofolku
- Sanja Gavrilovićová – chorvatská atletka
- Sanja Groharová – slovinská modelka a zpěvačka
- Sanja Hrenarová – chorvatská herečka
- Sanja Ivekovićová – chorvatská fotografka a sochařka
- Sanja Jovanovićová – chorvatská plavkyně
- Sanja Lovrenčićová – chorvatská spisovatelka
- Sanja Madunićová – chorvatská operní zpěvačka
- Sanja Maletićová – bosenská zpěvačka
- Sanja Marinová – chorvatská herečka
- Sanja Matejašová – americká zpěvačka a herečka chorvatského původu
- Sanja Nikčevićová – chorvatská divadelní kritička a profesorka divadelní historie
- Sanja Ožegovićová – chorvatská basketbalistka
- Sanja Papićová – srbská modelka a účastnice Miss Evropy 2003
- Sanja Starovićová – srbská volejbalistka
- Sanja Stijačićová – srbská flétnistka a profesorka
- Sanja Štiglicová – slovinská diplomatka a politička
- Sanja Vejnovićová – chorvatská herečka
- Sanja Vučićová – srbská zpěvačka